# Halistemma transliratum
Halistemma transliratum is een hydroïdpoliep uit de familie Agalmatidae. De poliep komt uit het geslacht Halistemma. Halistemma transliratum werd in 1988 voor het eerst wetenschappelijk beschreven door Pugh & Youngbluth. 